# Buick

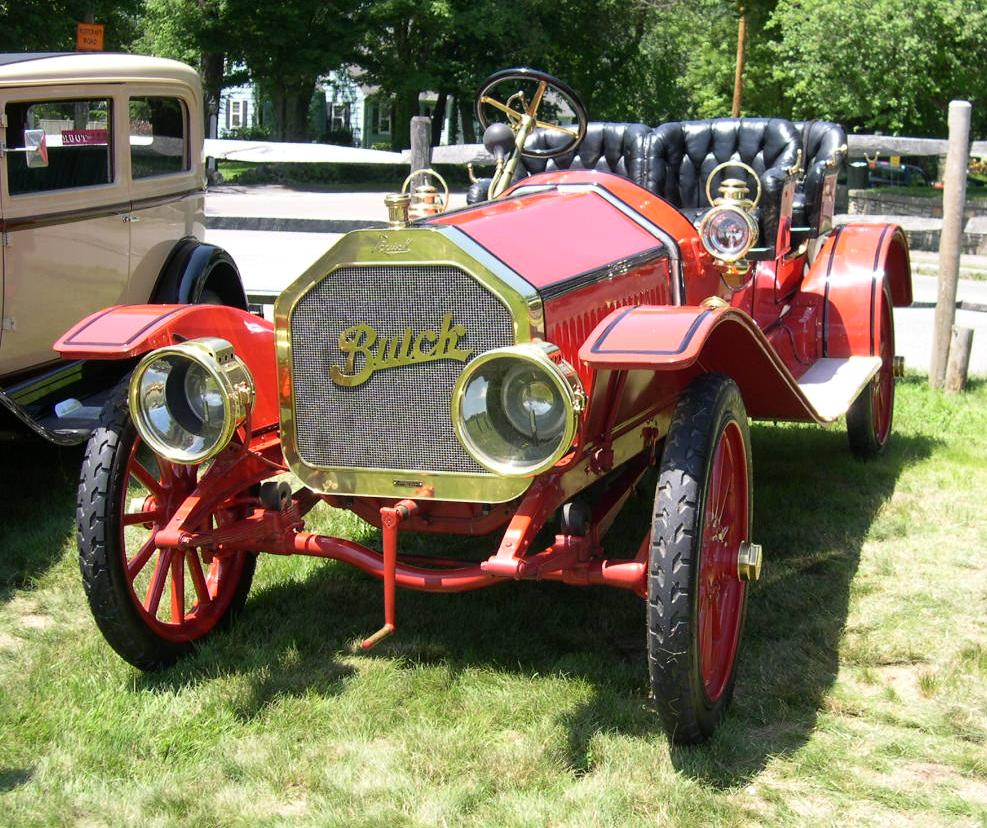
Buick Tonneau uit 1910.

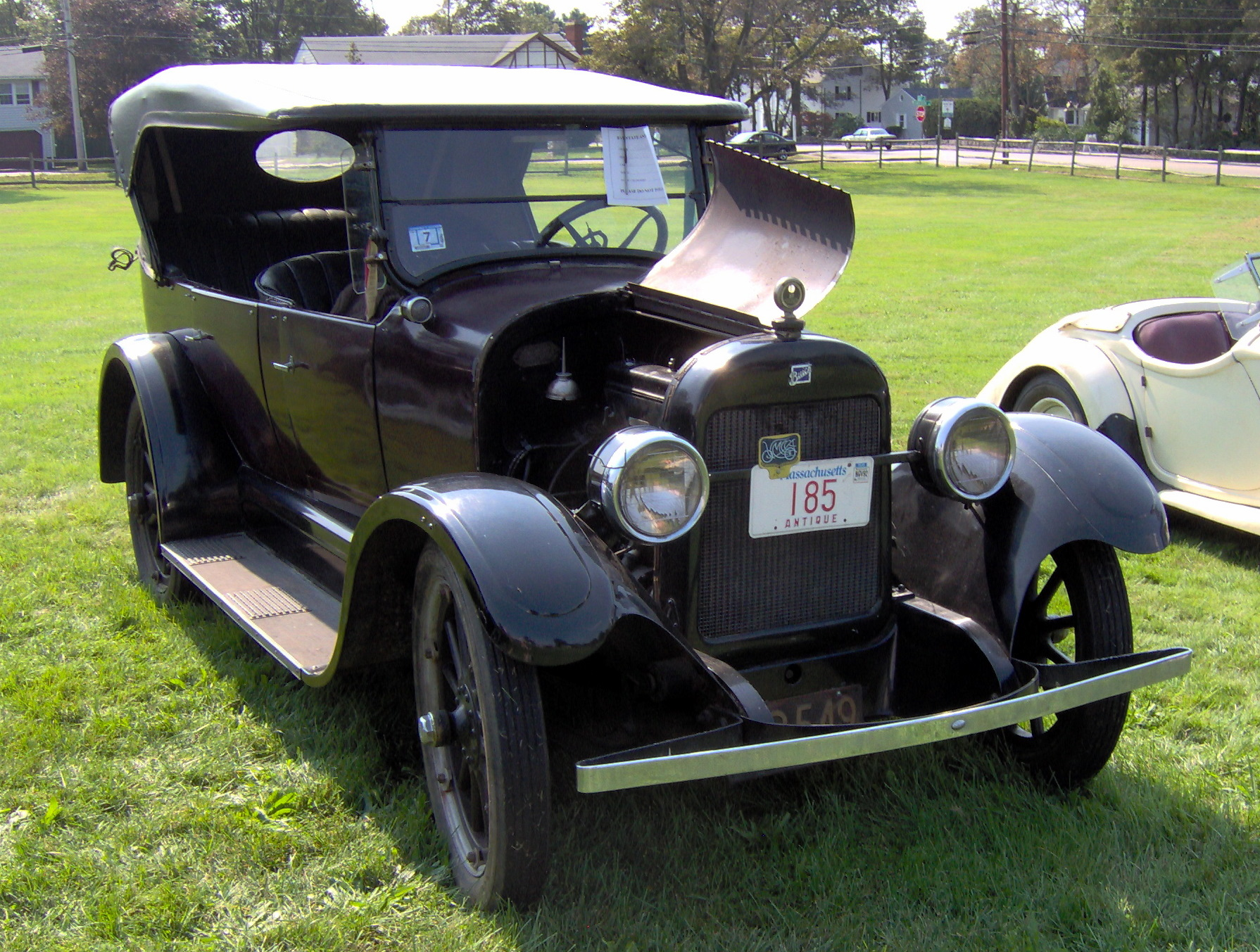
Buick Roadster uit 1922.

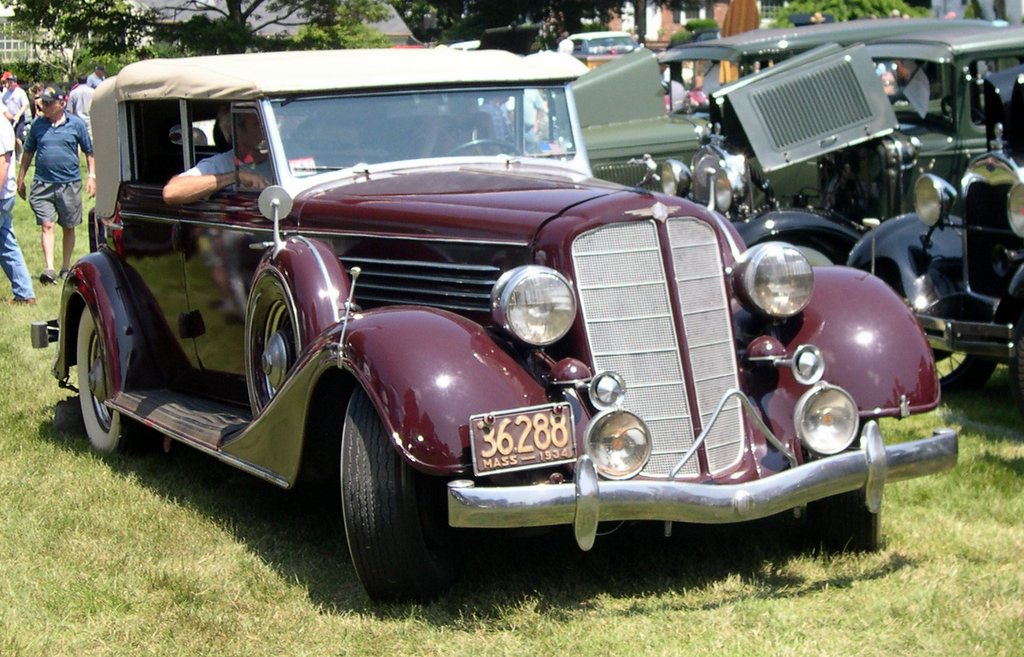
Buick Series 60 uit 1934.

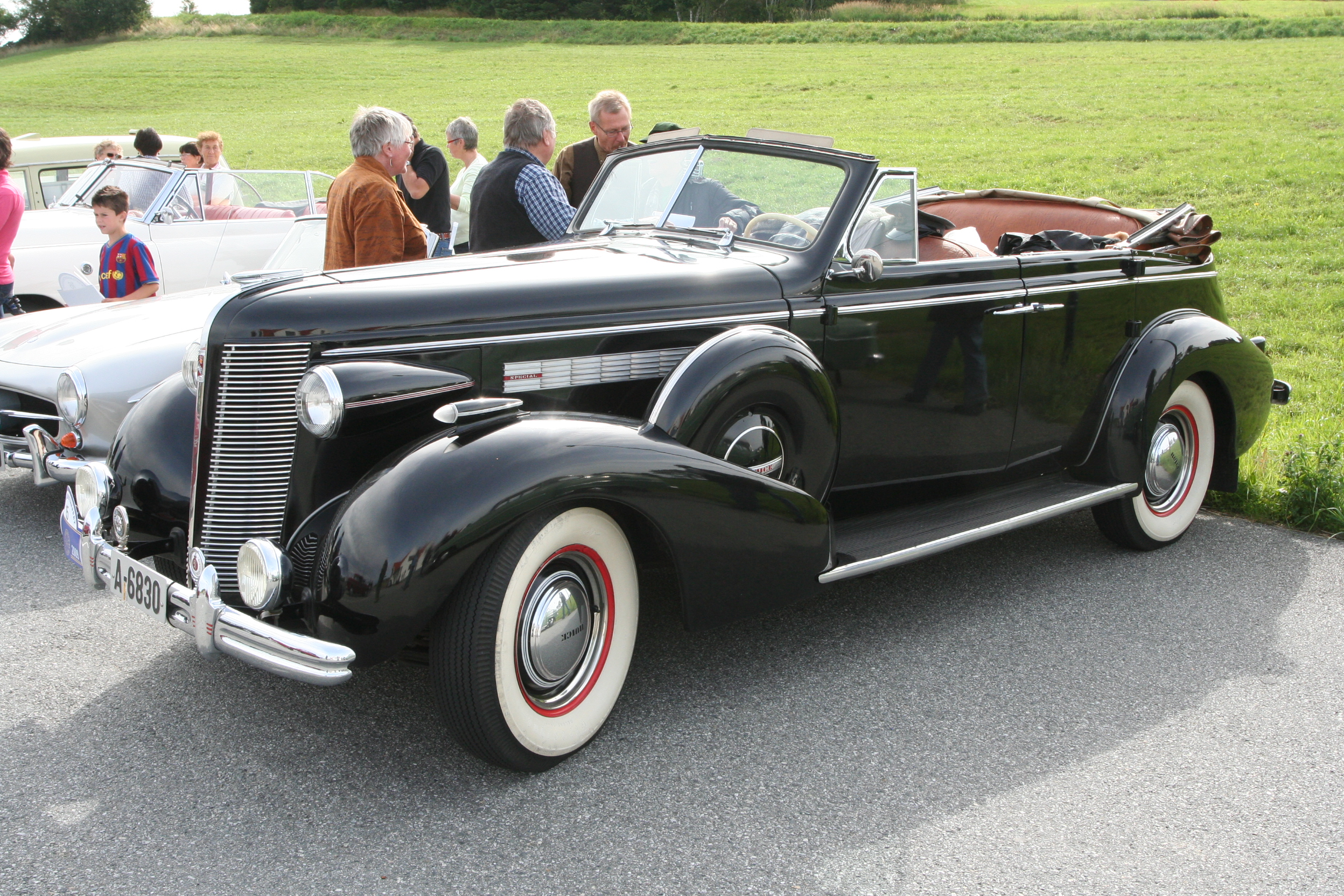
Vierdeurs Buick Convertible uit 1937.

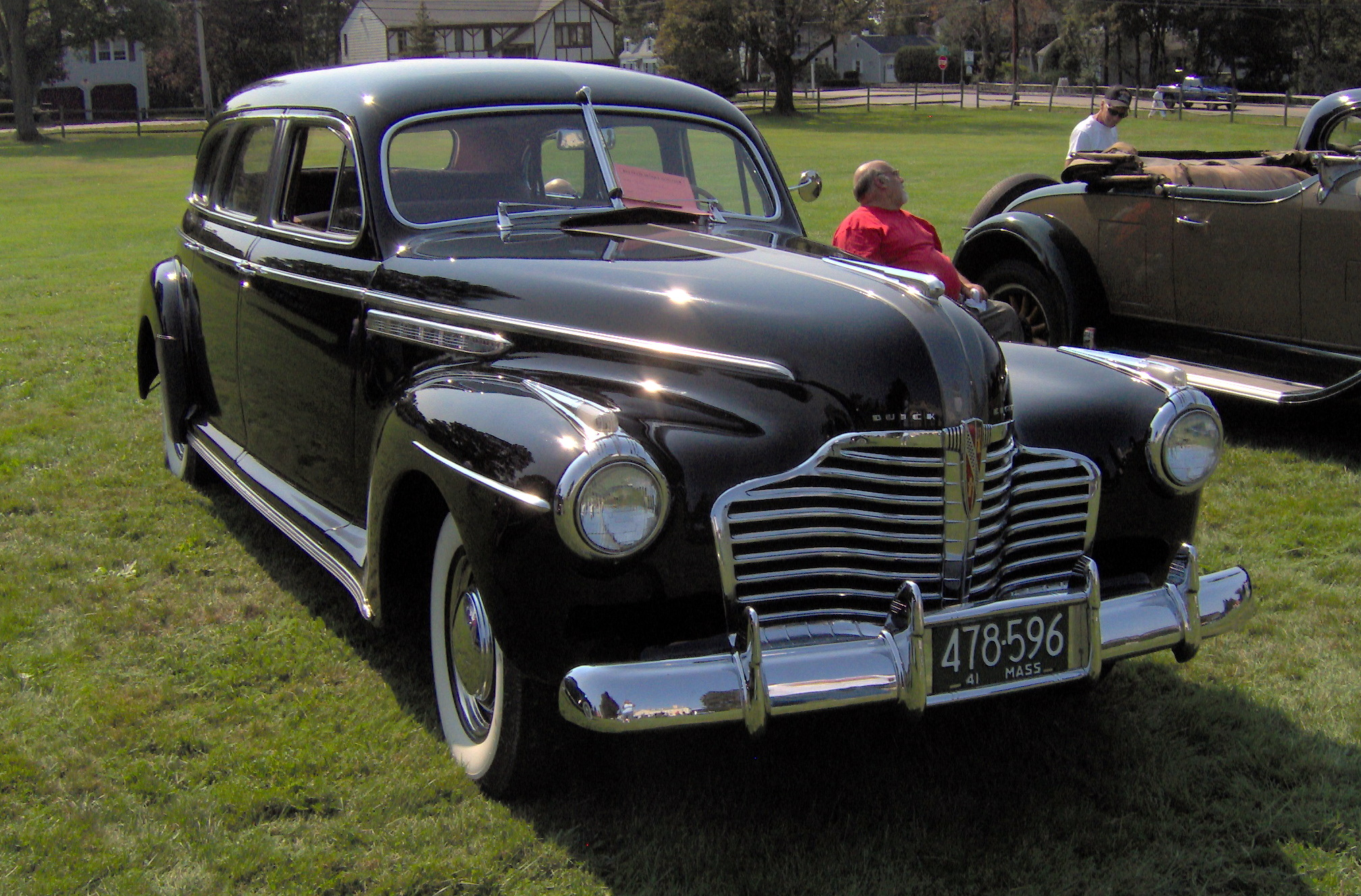
Buick Sedan uit 1941.

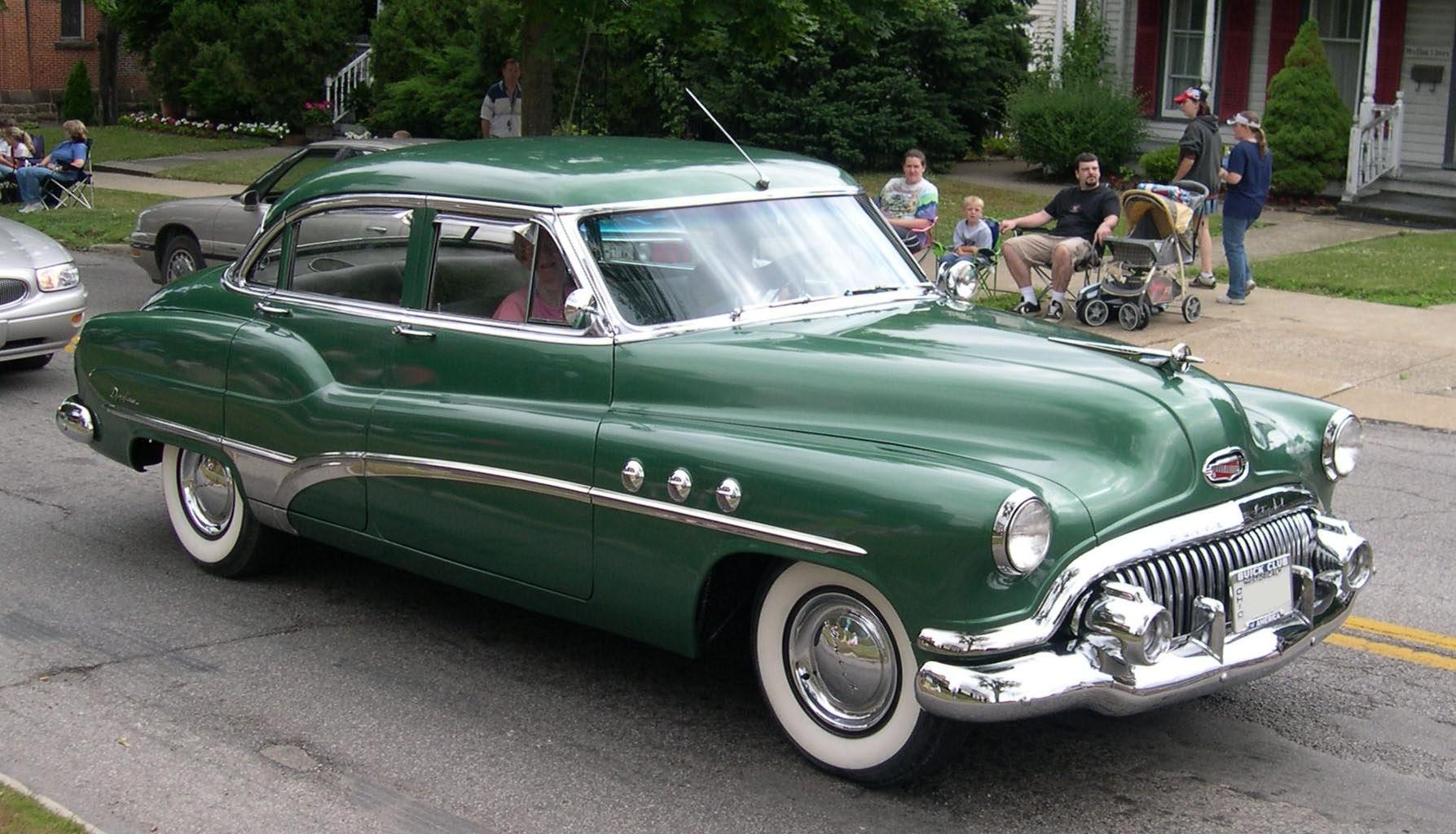
Buick Eight uit 1951.

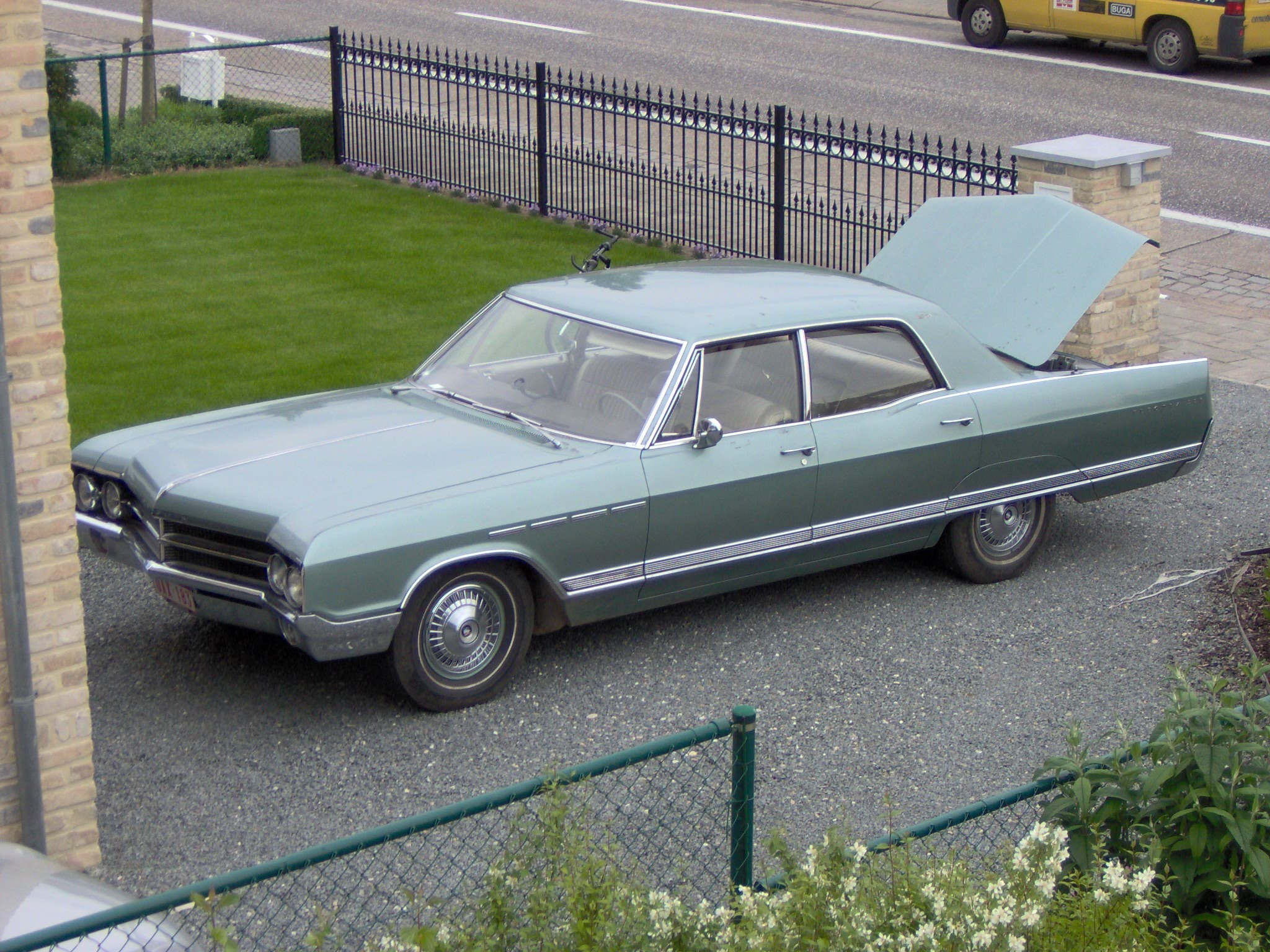
Buick Electra 225 uit 1965.

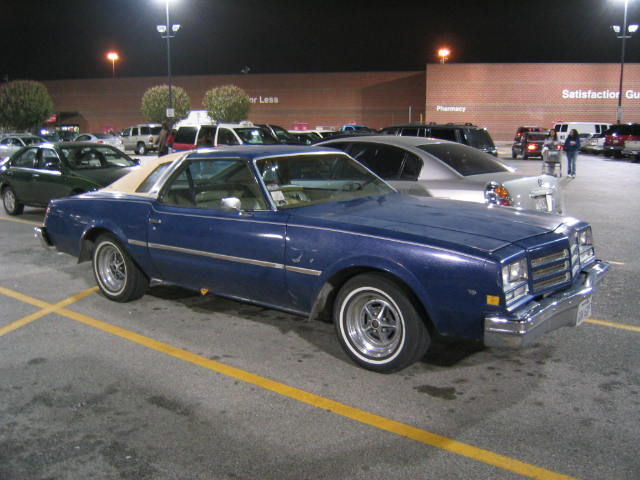
Buick Century Special uit 1977.

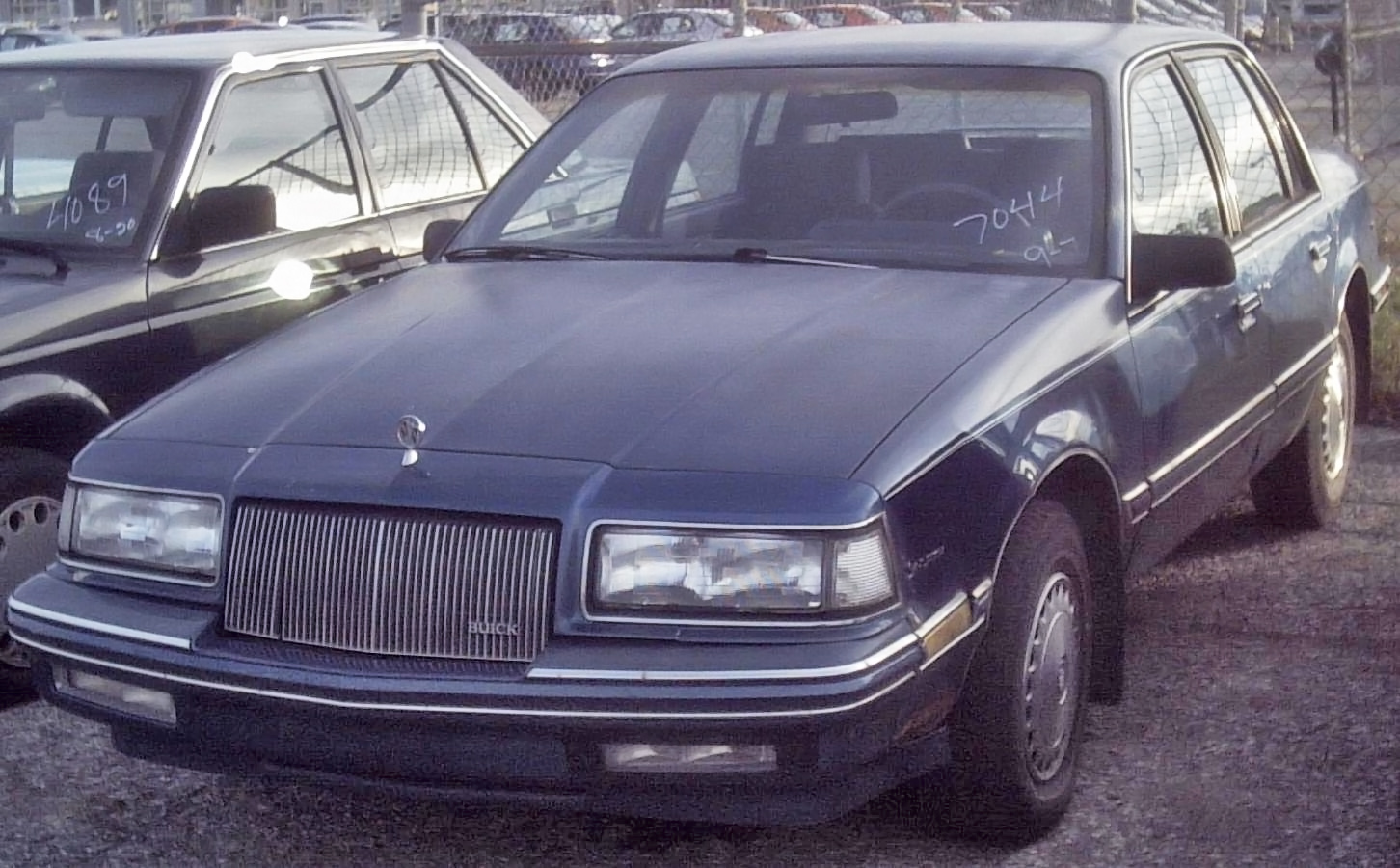
Buick Skylark uit 1985-1991.

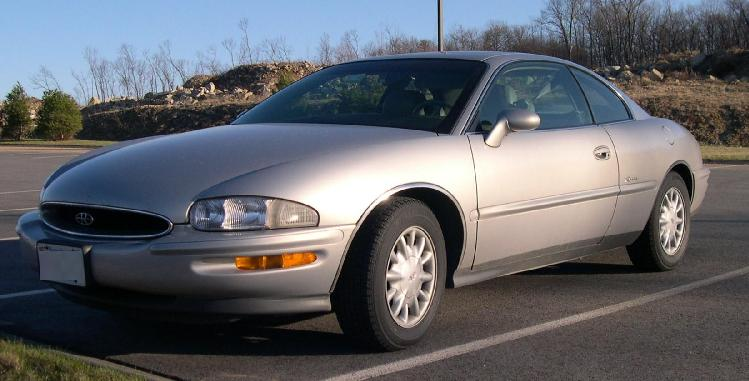
Buick Riviera uit 1999.

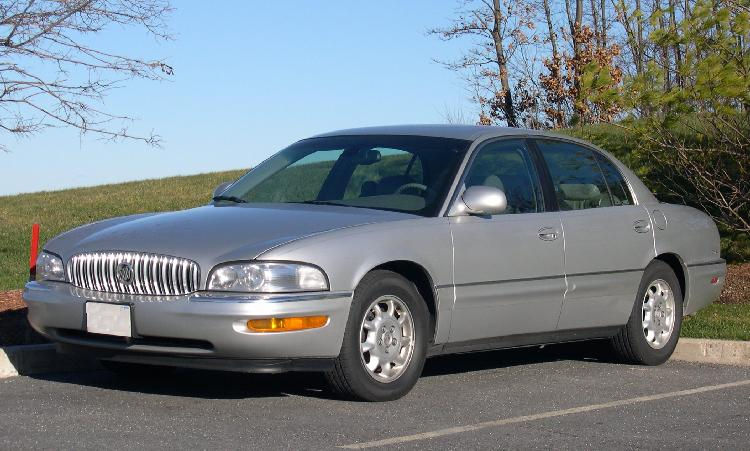
Buick Park Avenue uit 2001.

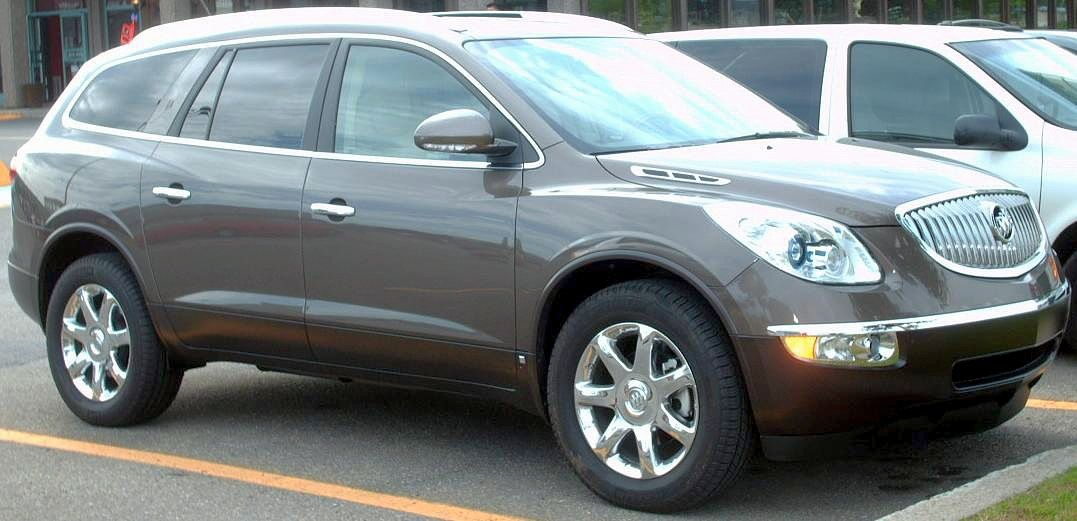
Buick Enclave uit 2008.

Buick (uitspraak: [ˈbjuː.ɪk]) is een automerk uit de Verenigde Staten dat in 1903 werd opgericht. Het merk is eigendom van het General Motors-concern en produceert auto's in de VS, Canada en China. De afzetmarkten zijn Noord-Amerika, China, Israël en Taiwan. Buick is gepositioneerd als een lager luxemerk, te vergelijken met de voormalig Zweedse divisie Saab.

## Geschiedenis

### Voorgeschiedenis
David Dunbar Buick werd geboren op 17 september 1854 in Schotland. Toen hij twee jaar was, emigreerde hij met zijn ouders naar Detroit in de Verenigde Staten. In 1869 begon hij te werken bij een bedrijf dat loodgietersproducten maakte. Toen dat bedrijf tegen 1882 problemen kende, nam hij het samen met een partner over. Buick was ook de uitvinder van onder meer de tuinsproeier en een goedkopere methode om gietijzer van een laag email te voorzien. Met die innovaties en onder het management van Buicks partner werd het bedrijf succesvol.
In de jaren 1890 raakte Buick geïnteresseerd in de verbrandingsmotor. In 1899 verkocht hij zijn aandeel in het bedrijf voor $ 100.000 en begon de Buick Auto-Vim and Power Company. Hier richtte hij zich vooral op stationaire motoren. Later bouwde hij ook een auto maar zijn geld raakte op na slechts één gebouwde auto. Begin 1902 richtte hij de Buick Manufacturing Company op met de bedoeling motoren en auto's te bouwen en verkopen. Tegen het einde van het jaar was het geld weer op met slechts twee auto's gebouwd. Toch had hij toen de kopklepmotor uitgevonden die een hoger vermogen toeliet dan de zijklepmotor. In 1903 leende Buick $ 5000 van een vriend waarmee hij in Flint, Michigan op 19 mei 1903 de Buick Motor Company oprichtte.

### General Motors
Buick verkocht het bedrijf aan James Whiting die William Durant binnenhaalde om het te leiden. Dat was het einde van Buicks aandeel. Durant maakte Buick ondertussen tot de grootste automobielbouwer van de Verenigde Staten en richtte in 1908 met het verdiende kapitaal General Motors op als een holding boven Buick. Via allerlei overnames groeide General Motors tegen 1910 uit tot een groot concern van meer dan 30 bedrijven. Buick bleef intussen groeien en kreeg een goede reputatie inzake betrouwbaarheid. Tijdens de Eerste Wereldoorlog produceerde Buick ook vliegtuigmotoren en ambulances.
In 1925 werd een Buick de wereld rondgestuurd, waarbij die ook België en Nederland aandeed, om de betrouwbaarheid van GM als exporteur aan te tonen. In 1926 klom de productie tot meer dan 260.000 eenheden. Buicks werden ook gebouwd in Canada en onderdelen werden naar het buitenland, waaronder België, gestuurd om ter plaatse te worden geassembleerd. In 1929 werd ook een verkoopkantoor geopend in Shanghai, China. Ook werd dat jaar zustermerk Marquette gelanceerd dat in 1930 weer beëindigd werd.
Als luxemerk werd Buick harder dan andere merken getroffen door de Grote Depressie begin jaren 1930. In 1933 stuikte de productie ineen tot nauwelijks 40.000 stuks. In 1934 werd de nieuwe Buick Series 40 geïntroduceerd die uitstekende prestaties leverde voor een beperkte prijs. De productie klom dat jaar terug naar 78.000 stuks. In 1936 werden de Buick Roadmaster en andere succesvolle modellen toegevoegd. De productie klom daarmee tot bijna 200.000 exemplaren.

### Na de Tweede Wereldoorlog
Op 2 februari 1942 schakelden Buicks fabrieken over op de oorlogsproductie voor de Tweede Wereldoorlog. Het bedrijf maakte onder andere vliegtuigmotoren en M18 Hellcat tankjagers.
Na de Tweede Wereldoorlog volgden economische hoogtijdagen. In 1950 was de verkoop tot 550.000 eenheden gestegen en in 1955 verder tot 745.000. In 1948 werd de eerste Dynaflow-automatische versnellingsbak geïntroduceerd op de Roadmaster en in 1953 volgde een V8 met drukvoeding. In 1949 verschenen ook Buicks bekende patrijspoorten in de flanken.
Tegen het einde van de jaren 1950 zorgden een ongeliefde stijl, technische problemen en een economische neergang ervoor dat Buick sterk achteruitging. In 1959 was de productie gezakt tot onder 250.000 stuks. Dat jaar werden alle modellen geschrapt. Er kwamen nieuwe ontwerpen met nieuwe motoren en nieuwe transmissies en nieuwe namen. De Buick Electra werd het nieuwe topmodel en verving de Super. De Electra 225 verving de Roadmaster en de Limited. Ook de Special en de Century verdwenen. In 1961 werd de naam Special weer hergebruikt voor een compact model. In 1963 kreeg die nieuwe Special ook Buicks eerste V6 ingebouwd. De verkopen stegen weer tot 450.000 eenheden. In de loop van de jaren 1960 bleef de verkoop stijgen met uiteindelijk een record van 821.165 exemplaren in 1973. Vervolgens sloeg de Oliecrisis van 1973 toe en de volgende twee jaren lag de verkoop onder het half miljoen.
Buick herleefde met de ontwikkeling van zuiniger motoren in aantrekkelijke lichtere modellen. Waar de Amerikaanse auto-industrie en General Motors in zijn geheel zwaar getroffen werden door de crises, verhoogde Buick juist zijn marktaandeel. Vooral modellen met voorwielaandrijving hadden in die periode succes. In 1984 werden wereldwijd meer dan 1 miljoen Buicks verkocht. In 1989 werd Buick als eerste gerangschikt in Noord-Amerika en als tweede in de wereld in een kwaliteitsenquête van marktonderzoeksbureau J.D. Power and Associates. Het succes in deze en andere onderzoeken werd daarna ook uitgespeeld in de marketing.

### Recent
Edward H. Mertz, die in 1986 algemeen Buick-manager werd, definieerde de toekomst voor Buick als bouwer van de meest Amerikaanse van alle GM-merken. Buicks zouden krachtig, opmerkelijk en volwassen worden. De nadruk werd op prestaties, detail en comfort gelegd. In 1991 was Buick het sterkst groeiende merk op de Amerikaanse markt. In 1999 begon een joint venture van GM in China met de productie van de Buick Regal voor de Chinese markt. In 2001 lanceerde diezelfde joint venture de Buick Sail, een familiewagen gebaseerd op de Opel Corsa. In 2002 vierde het merk zijn 100e verjaardag.

## Kenmerken

### Embleem
Buicks embleem bestaat uit drie diagonaal geplaatste schilden in een cirkel. Van links naar rechts zijn die rood-wit-blauw van kleur. Dit embleem staat bekend als het Trishield en werd ingevoerd in 1959 voor modeljaar 1960. De schilden stellen de drie modellen voor die toen het gamma uitmaakten, de LeSabre, de Invicta en de Electra. De schilden zelf zijn een afgeleide van het familiewapenschild van stichter David Buick. Voorheen werd sinds de jaren 1930 een andere afgeleide van dat wapenschild gebruikt.

### Patrijspoorten
Een traditioneel stijlkenmerk van Buick zijn de zogenaamde portholes of patrijspoorten. Deze werden in 1949 voor het eerst gebruikt en waren een reeks van drie of vier portholes aan weerszijden vooraan op de flank. Ze kwamen oorspronkelijk van de getunede auto van ontwerper Ned Nickles en hadden daar lampjes die de uitlaten van een straaljager voorstelden. Die lampjes werden door Buick nooit toegepast. Goedkopere modellen hadden er drie en duurdere vier. Toen ze in 2003 opnieuw gebruikt werden, hadden modellen met een V6-motor er zes en met die met een V8 acht.

### Stijllijn
Een ander stijlkenmerk dat van de jaren 1940 tot de jaren 1970 in gebruik was, is de sweepspear, een gebogen lijn over de zijkant van het koetswerk die vooraan vertrok, na de voorwielen naar onderen boog tot aan het achterwiel, dan het achterwiel tot boven volgde om in een rechte lijn op de achterlichten uit te komen. In het begin was die lijn van chroom, daarna van vinyl en uiteindelijk een groef in het metaal.

### Radiatorrooster
Nog een kenmerk uit de jaren 1940 is het ovale radiatorrooster met verticale lijnen. Begin jaren 1950 waren die lijnen dikke tanden en werd het geheel soms dollar grin genoemd.

## Markten
Voor de Tweede Wereldoorlog werd Buick wereldwijd verkocht. In China was een op de vijf auto's voor de oorlog een Buick. In Nieuw-Zeeland werden Buicks gebouwd maar in die markt verdween de merknaam na de oorlog. In Europa en het Midden-Oosten werd Buick tot 1996 verkocht. Momenteel is Buick vooral een lokaal merk voor Noord-Amerika met enkele overzeese markten.
In Israël worden Buicks verkocht die geïmporteerd worden door Universal Motors, Ltd.. Shanghai GM, een joint venture, bouwt eigen Buick-modellen in China. GM Taiwan werd opgericht in 1989 en importeerde onder andere Buicks voor de Taiwanese markt. In 2004 tekende GM een licentieovereenkomst met het lokale bedrijf Yulon. In 2006 werd er de eerste Buick, een Buick LaCrosse, geproduceerd.

## Verkoopcijfers
Volgende cijfers geven de verkoopcijfers van Buick weer voor Noord-Amerika in de voorbije jaren:

- 1996: 427.350
- 1997: 438.064
- 1998: 398.156
- 1999: 445.611
- 2000: 404.612
- 2001: 405.678
- 2002: 432.017
- 2003: 336.788
- 2004: 309.639
- 2005: 282.288
- 2006: 240.659
- 2007: 185.791